# Aït Sedrate Sahl El Gharbia
Aït Sedrate Sahl El Gharbia est une commune de la région administrative du Drâa-Tafilalet au Maroc.